# Louis de Vaucemain
Louis de Vaucemain, né à Troyes et mort  19 janvier 1357 à Paris, est un prélat français du   XIVe siècle.

## Biographie
Louis de Vaucemain est  chanoine de Chartres et conseiller du roi Philippe de Valois. Il est fait évêque  de Chartres  en 1349.
En 1350, il est interdit par Guillaume II de Melun, archevêque de Sens, frappé de suspense et excommunié pour avoir refusé la visite du métropolitain et les droits qui lui sont dus. Il reconnaît enfin les privilèges de l'archevêque et fait sa paix avec lui.
Guillaume est délégué  en 1351 par le roi de France, Jean II le Bon, en Aragon, pour réconcilier le roi de ce pays avec ses sujets.